# Chủ nghĩa tự do
Chủ nghĩa tự do là một hệ tư tưởng, quan điểm triết học, và truyền thống chính trị dựa trên các giá trị về tự do và bình đẳng. Chủ nghĩa tự do có nguồn gốc từ phong trào Khai sáng ở phương Tây, nhưng thuật ngữ này mang nhiều nghĩa khác nhau trong các giai đoạn khác nhau. Như tại Mỹ, khái niệm chủ nghĩa tự do (liberalism) có ý nói đến chủ nghĩa tự do xã hội (Social liberalism), chủ nghĩa tự do hiện đại, trong khi ở các nơi khác nó vẫn mang ý nghĩa ban đầu của chủ nghĩa tự do cổ điển (classical liberalism).
Một cách khái quát, chủ nghĩa tự do nhấn mạnh đến quyền cá nhân. Nó đi tìm kiếm một xã hội có đặc điểm là tự do tư tưởng, quyền dân sự và chính trị cho mỗi cá nhân, và hạn chế quyền lực cai trị (nhất là của nhà nước và tôn giáo), pháp trị, tự do trao đổi tư tưởng, một nền kinh tế thị trường hỗ trợ doanh nghiệp tư nhân tự do, và một hệ thống chính phủ minh bạch trong đó các quyền của công dân được bảo vệ. Trong xã hội hiện đại, người theo chủ nghĩa tự do ủng hộ một nền dân chủ tự do có bầu cử công bằng và công khai mà mọi công dân đều được hưởng quyền bình đẳng trước pháp luật và có cơ hội thành công như nhau.
Nhiều người theo chủ nghĩa tự do mới ủng hộ sự can thiệp nhiều hơn của nhà nước đến thị trường tự do, thường dưới hình thức các đạo luật chống phân biệt, phổ cập giáo dục và đánh thuế lũy tiến. Triết lý này thường được mở rộng sang cả niềm tin rằng chính phủ phải có trách nhiệm tạo ra phúc lợi chung, trong đó có cả trợ cấp thất nghiệp, nhà ở cho người không nơi cư trú và chăm sóc y tế cho người ốm. Những hoạt động và sự can thiệp mang tính công cộng như trên không được sự ủng hộ của những người theo chủ nghĩa tự do cổ điển hiện đại, một chủ nghĩa nhấn mạnh đến tự do doanh nghiệp tư nhân, quyền sở hữu tài sản của cá nhân và tự do khế ước; các nhà tự do cổ điển cho rằng bất bình đẳng kinh tế là điều tự nhiên diễn ra từ sự cạnh tranh của thị trường tự do và không phải là lý do để dựa vào đó mà có thể vi phạm quyền sở hữu tài sản cá nhân.
Chủ nghĩa tự do phủ nhận nhiều giả thuyết nền tảng đã thống trị các lý thuyết đầu tiên về nhà nước, chẳng hạn như thần quyền của vua chúa, vị trí có được do thừa kế và quốc giáo. Những quyền căn bản của con người mà tất cả những người theo chủ nghĩa tự do đều ủng hộ là quyền được sống, quyền tự do và quyền sở hữu tài sản.
Cách sử dụng rộng rãi nhất đối với thuật ngữ "chủ nghĩa tự do" là trong ngữ cảnh của một nền dân chủ tự do. Theo nghĩa này, chủ nghĩa tự do dùng để chỉ một nền dân chủ trong đó quyền lực nhà nước bị giới hạn và quyền của công dân được pháp luật công nhận; điều này gần như là thống nhất trong các nền dân chủ phương Tây, nên do vậy, không chỉ có các đảng tự do (liberal party) mới được hiểu là gắn liền với chủ nghĩa này.

## Từ nguyên
Trong nhiều ngôn ngữ phương Tây, từ tự do xuất phát từ liber của tiếng Latinh, có nghĩa tự do, không phải nô lệ. Từ này đi liền với từ liberty trong tiếng Anh và khái niệm tự do. Livy trong tác phẩm History of Rome from Its Foundation mô tả cuộc đấu tranh vì tự do giữa phe bình dân (plebeian) và phe quý tộc (patrician). Hoàng đế Marcus Aurelius - được mệnh danh là một vị vua - triết gia lý tưởng, trong tác phẩm "Suy ngẫm", đã viết về:
| “                                    | ...ý niệm về một thực thể chính trị được quản lý theo cách sao cho có quyền bình đẳng và có tự do bình đẳng trong ngôn luận, và ý niệm về một nhà nước quân chủ tôn trọng tự do của những người bị trị... | ” |
| — Marcus Aurelius Antoninus Augustus | |   |

Âm ỉ suốt trong đêm trường Trung Cổ, cuộc đấu tranh vì tự do bắt đầu từ phong trào Phục hưng Ý, trong cuộc đấu tranh giữa một bên là những người ủng hộ các thành bang độc lập và một bên là những người ủng hộ Giáo hoàng hay Hoàng đế La Mã Thần thánh. Nhà triết học Niccolò Machiavelli, trong tác phẩm Discourses on Livy, đã đặt ra các nguyên tắc cho một chính phủ cộng hòa. John Locke và các nhà tư tưởng của phong trào Khai sáng Pháp tiếp tục cuộc tranh đấu cho tự do trên cơ sở dân quyền.
Từ điển Oxford English Dictionary (OED) cho biết từ liberal đã được sử dụng từ lâu trong tiếng Anh với ngữ nghĩa phù hợp với người tự do, quý tộc, hào phóng như được sử dụng trong từ liberal arts (nghệ thuật tự do); và cũng có nghĩa tự do không bị ràng buộc trong ngôn luận và hành động, như trong cụm từ liberal with the purse (tự do tiêu xài), hay liberal tongue (tự do phát ngôn), thường được sử dụng với ý nghĩa trách mắng, nhưng từ đầu những năm 1776–1788 được sử dụng với ý sắc thái tích cực hơn bởi Edward Gibbon và nhiều người khác khi có nghĩa tự do khỏi định kiến, khoan dung (free from prejudice, tolerant).
Cũng theo OED, trong tiếng Anh từ này lần đầu tiên sử dụng với nghĩa có xu hướng ủng hộ tự do và dân chủ bắt đầu từ năm 1801 và bắt nguồn từ tiếng Pháp (libéral), "ban đầu dùng trong tiếng Anh bởi những người chống đối (thường viết nguyên tiếng Pháp với hàm ý ám chỉ tình trạng vô luật pháp của người ngoại bang)". Từ điển cũng đưa ra trích dẫn ban đầu của từ này trong tiếng Anh: The extinction of every vestige of freedom, and of every liberal idea with which they are associated. (Sự biến mất mọi dấu vết của tự do, và mọi ý tưởng tự do đi liền với nó).
Cuộc chiến tranh giành độc lập của Hoa Kỳ đã dựng nên một nhà nước đầu tiên có một hiến pháp dựa trên khái niệm về một nhà nước tự do, cụ thể là ý niệm nhà nước cai trị dựa trên sự đồng thuận của những người bị trị. Các phần tử tư bản ôn hòa trong Cách mạng Pháp đã cố thiết lập một nhà nước dựa trên các nguyên tắc tự do. Những nhà kinh tế như Adam Smith trong tác phẩm "Tìm hiểu về bản chất và nguồn gốc của cải của các quốc gia" (tiếng Anh: The Wealth of Nations) (1776) đã đề ra các nguyên tắc tự do của thương mại tự do. Các tác giả của Hiến pháp Tây Ban Nha 1812, soạn tại Cádiz, có thể là những người đầu tiên sử dụng từ liberal trong ngữ cảnh chính trị với vai trò một danh từ. Họ tự đặt cho mình tên gọi là Liberales để bày tỏ thái độ chống đối lại quyền lực tuyệt đối của nhà vua trong nền quân chủ Tây Ban Nha.
Bắt đầu từ cuối thế kỷ 18, chủ nghĩa tự do đã trở thành một hệ tư tưởng chính trên hầu khắp các nước phát triển.

## Xu hướng
Tuy có những đặc điểm chung như đã trình bày ở trên, giữa những người theo đuổi chủ nghĩa tự do vẫn có những bất đồng và tranh chấp sâu sắc, thường khá gay gắt. Xuất phát từ những bất đồng này, và đều phát triển từ chủ nghĩa tự do cổ điển, là những xu hướng khác nhau của chủ nghĩa tự do. Cũng như trong nhiều cuộc tranh luận, các phe đối lập nhau sử dụng những từ ngữ khác nhau cho cùng niềm tin, và đôi khi sử dụng những từ ngữ giống nhau cho những niềm tin khác nhau. Trong bài này, cụm từ "chủ nghĩa tự do chính trị" nói về lý tưởng ủng hộ việc thay thế nền quân chủ chuyên chế hay độc tài bằng một nền dân chủ tự do (có thể là cộng hòa hoặc quân chủ lập hiến); và cụm từ "chủ nghĩa tự do văn hóa" nói về lý tưởng ủng hộ đặt tự do cá nhân lên trên cả những luật pháp hạn chế tự do vì các lý do ái quốc hay tôn giáo; cụm từ "chủ nghĩa tự do kinh tế" được dùng để chỉ lý tưởng ủng hộ quyền tư hữu vượt lên trên cả sự điều phối của chính phủ; và cụm từ "chủ nghĩa tự do xã hội" để chỉ lý tưởng ủng hộ bình đẳng và đặt bình đẳng lên trên sự bất bình đẳng về cơ hội. Thuật ngữ "chủ nghĩa tự do hiện đại" trong bài có ý nói đến hỗn hợp các hình thái chủ nghĩa tự do trên, phát triển tại đa số các nước thuộc Thế giới thứ nhất hiện nay, chứ không nói đến thuần túy một trong các dạng đã liệt kê ở trên.
Có một số nguyên tắc chung mà hầu hết những người theo chủ nghĩa tự do nói chung đều thống nhất:
- Chủ nghĩa tự do chính trị là niềm tin rằng các cá nhân là cơ sở nền tảng của luật pháp và xã hội, và rằng xã hội cùng các thể chế của nó tồn tại là để nâng cao cải thiện mục đích cuối cùng của các cá nhân mà không ưu tiên những người có vị thế cao hơn trong xã hội. Magna Carta là một ví dụ về một văn kiện chính trị đã xem quyền của các cá nhân thậm chí cao hơn cả đặc quyền của vua chúa.[13] Chủ nghĩa tự do chính trị nhấn mạnh đến khế ước xã hội, theo đó các công dân soạn ra các bộ luật và nhất trí tuân thủ các bộ luật này. Quan điểm này dựa trên niềm tin cho rằng các cá nhân là những người biết rõ nhất về những gì là tốt nhất cho họ. Chủ nghĩa tự do chính trị công nhận quyền bầu cử cho tất cả các công dân đủ tuổi trưởng thành, không phân biệt giới tính, dân tộc và tình trạng kinh tế. Chủ nghĩa tự do chính trị nhấn mạnh đến vai trò của pháp trị và ủng hộ nền dân chủ tự do.[14]
- Chủ nghĩa tự do văn hóa tập trung vào quyền của các cá nhân được duy trì cách sống và lương tâm của mình, bao gồm cả các vấn đề như tự do tình dục, tự do tôn giáo, tự do nhận thức, và được bảo vệ khỏi sự can thiệp của chính phủ vào cuộc sống riêng của cá nhân. John Stuart Mill đã diễn tả thấu đáo chủ nghĩa tự do văn hóa trong bài luận On Liberty (Bàn về tự do) của mình, ông viết:

| “                  | Mục đích cuối cùng duy nhất, mà vì nó con người (cá nhân hay tập thể) được phép can thiệp vào quyền tự do hành động của bất cứ một hay một nhóm người khác, là sự tự bảo vệ. Do vậy, lý do duy nhất cho việc thi hành quyền lực một cách đúng đắn đối với bất cứ một thành viên nào trong một cộng đồng văn minh, đi ngược lại với ý muốn của anh ta, là để ngăn chặn sự xâm hại đến người khác. Điều tốt lành cho riêng anh ta, dù về thể chất hay đạo đức, không phải một lý do đủ xác đáng. | ” |
| — John Stuart Mill | |   |

Chủ nghĩa tự do văn hóa thường chống lại các luật lệ của chính phủ về văn học, nghệ thuật, học thuật, cờ bạc, tình dục, mại dâm, phá thai, kế hoạch hóa gia đình, quyền được chết (để chấm dứt đau đớn bệnh tật), rượu và ma túy và các loại chất kích thích khác. Nhiều nhà theo chủ nghĩa tự do chống lại một số hay thậm chí tất cả mọi can thiệp của nhà nước trong các lĩnh vực kể trên. Theo khía cạnh này thì Hà Lan có lẽ là nước tự do nhất trên thế giới hiện nay.
Tuy nhiên, có một số xu hướng của chủ nghĩa tự do thể hiện những quan điểm rất khác biệt nhau:
- Chủ nghĩa tự do kinh tế, còn gọi là chủ nghĩa tự do cổ điển hoặc chủ nghĩa tự do Manchester, là một hệ tư tưởng ủng hộ quyền tư hữu và tự do khế ước. Theo chủ nghĩa này, nếu thiếu một trong hai quyền đó thì việc thực hiện các quyền tự do khác sẽ là không thể. Chủ nghĩa này ủng hộ chủ nghĩa tư bản laissez-faire, có nghĩa là việc rỡ bỏ các rào cản pháp lý về thương mại và chấm dứt những ưu đãi của chính phủ như bao cấp hay độc quyền. Một số người theo chủ nghĩa tự do kinh tế muốn rằng chính phủ điều tiết thị trường càng ít càng tốt hay thậm chí không điều tiết gì cả. Một số khác chấp nhận các hạn chế mà chính phủ đặt ra đối với các công ty độc quyền và cartel, một số khác lại tranh luận rằng chính các hành động của chính phủ đã tạo ra các công ty độc quyền và cartel. Chủ nghĩa tự do kinh tế quan niệm giá trị của hàng hóa và dịch vụ nên được quyết định bởi sự lựa chọn tự do của các cá nhân, tức là theo các động lực của thị trường. Một số thậm chí còn cho rằng cần cho phép các quy luật thị trường hoạt động ngay cả trong những lĩnh vực mà theo truyền thống vẫn do chính phủ độc quyền, như an ninh và tòa án. Chủ nghĩa tự do kinh tế chấp nhận sự bất bình đẳng kinh tế xuất phát từ vị trí thỏa thuận không cân bằng (unequal bargaining position), do nó là kết quả tự nhiên của cạnh tranh, miễn là không có sự cưỡng bách. Hình thức chủ nghĩa tự do này đặc biệt chịu ảnh hưởng của chủ nghĩa tự do Anh vào giữa thế kỷ 19. Chủ nghĩa tư bản chính phủ ít can thiệp (minarchism) và chủ nghĩa tư bản vô chính phủ là các hình thức khác của chủ nghĩa tự do kinh tế.[17]
- Chủ nghĩa tự do xã hội, còn được biết đến với tên gọi chủ nghĩa tự do mới (new liberalism, khác với tân chủ nghĩa tự do – neoliberalism) và còn gọi là chủ nghĩa tự do cải lương, phát triển từ cuối thế kỷ 19 tại nhiều nước phát triển, do ảnh hưởng của thuyết vị lợi của Jeremy Bentham và John Stuart Mill.[18] Một số nhà tự do đã chấp nhận một phần hoặc tất cả học thuyết của chủ nghĩa Marx và những người theo chủ nghĩa xã hội về sự bóc lột và các phê phán của các nhà tư tưởng kinh điển này về "động cơ lợi nhuận ", và kết luận rằng nhà nước cần sử dụng quyền lực của mình để sửa chữa những tồn tại đó. Theo nguyên lý của hình thức chủ nghĩa tự do này, như John Dewey [19] và Mortimer Adler [20] mô tả, vì các cá nhân là cơ sở của xã hội, tất cả các cá nhân cần được tiếp cận và được thỏa mãn đầy đủ những gì thiết yếu cơ bản như giáo dục, cơ hội kinh tế, và được bảo vệ khỏi những sự kiện vĩ mô có hại khác nằm ngoài tầm kiểm soát của họ. Với những người tự do xã hội, những lợi ích kể trên cũng được xem là quyền. Các quyền tích cực này, nghĩa là những gì cần được tạo ra và được cung cấp bởi những người khác, khác biệt về chất so với các quyền tiêu cực cổ điển – những quyền chỉ đòi hỏi người khác không xâm hại. Đối với những người tự do xã hội, việc đảm bảo các quyền tích cực là mục đích nối tiếp với dự án chung cho việc bảo vệ các quyền tự do. Trường học, thư viện, bảo tàng, và phòng trưng bày nghệ thuật là những nơi cần được hỗ trợ từ tiền thuế. Chủ nghĩa tự do xã hội ủng hộ một số hạn chế đối với cạnh tranh kinh tế như việc ban hành luật chống độc quyền hoặc kiểm soát giá cả cho phù hợp với tiền lương ("luật về lương tối thiểu"). Chủ nghĩa tự do xã hội cũng trông chờ nhà nước cung cấp một mức phúc lợi cơ bản lấy từ tiền thuế, với mục đích tạo cơ hội cho việc sử dụng tốt nhất tài năng trong dân chúng, để tránh xảy ra cách mạng, hoặc đơn giản là "vì lợi ích cộng đồng".[21]

Cuộc đấu tranh giữa tự do kinh tế và bình đẳng xã hội gần như là một việc xưa như chính tự do. Nhà tiểu sử học Plutarchus, khi viết về Solon (khoảng 639 - 559 TCN), nhà lập pháp của thành bang Athena thời cổ đại, đã ghi nhận:
| “            | Việc xóa nợ là một điểm độc đáo của Solon; đó chính là phương tiện vĩ đại của ông để khẳng định quyền tự do của công dân; bởi vì một bộ luật chỉ tôn trọng quyền bình đẳng của người dân vẫn sẽ là vô dụng, khi người nghèo phải hy sinh các quyền đó để trả nợ, và ngay cả tại những nơi được coi là đất thánh của sự bình đẳng, như tại tòa án, công sở hay trong các cuộc thảo luận công cộng, lại chính là những nơi thiên vị và chịu sự sai khiến của người giàu hơn hẳn bất cứ nơi nào khác. | ” |
| — Plutarchus | |   |

Những nhà tự do kinh tế cho rằng các quyền tích cực nhất thiết vi phạm các quyền tiêu cực, và do vậy là không chính đáng. Họ trông chờ một vai trò hạn chế của nhà nước. Một số không thấy nhà nước có chức năng thích đáng nào, trong khi một số khác (minarchists) muốn hạn chế vai trò của nhà nước trong phạm vi tòa án, cảnh sát, quốc phòng. Ngược lại, các nhà tự do xã hội cho rằng nhà nước có vai trò lớn trong việc nâng cao phúc lợi chung, cung cấp một số hoặc tất cả các dịch vụ sau: cái ăn chốn ở cho những người không thể tự kiếm được, chăm sóc y tế, trường học, lương hưu, chăm sóc trẻ em và người tàn tật và người già không thể tự lao động, hỗ trợ các nạn nhân thiên tai, bảo vệ các nhóm thiểu số, phòng ngừa tội phạm, và hỗ trợ khoa học và nghệ thuật. Điều này đồng nghĩa với việc xa rời ý tưởng về một nhà nước hạn chế. Cả hai hình thức trên của chủ nghĩa tự do đều hướng đến cùng một đích chung – tự do – nhưng lại bất đồng sâu sắc về phương cách nào là tốt nhất và đạo đức nhất để đạt được tự do. Một số đảng tự do nhấn mạnh vào tự do kinh tế trong khi số khác nhấn mạnh tự do xã hội. Còn các đảng bảo thủ thường ủng hộ chủ nghĩa tự do kinh tế và phản đối mạnh mẽ chủ nghĩa tự do xã hội và văn hóa.
Trong tất cả các hình thức của chủ nghĩa tự do kể trên đều có một niềm tin chung là cần có sự cân bằng giữa trách nhiệm của nhà nước và tư nhân, và nhà nước cần được hạn chế chỉ trong phạm vi những nhiệm vụ mà tư nhân không thể làm tốt. Tất cả các hình thức của chủ nghĩa tự do đều tuyên bố bảo vệ phẩm cách và sự tự quyết của mỗi cá nhân trước luật pháp, tất cả đều tuyên bố rằng tự do hành động cho cá nhân sẽ mang lại một xã hội tốt nhất. Chủ nghĩa tự do lan rộng trong thế giới hiện đại đến mức gần như tất cả các nước phương Tây đều chí ít cũng nói mồm rằng tự do cá nhân là nền tảng của xã hội.

## Ảnh hưởng tương đối
Những nhà tư tưởng đầu tiên của phong trào Khai sáng đã đối lập chủ nghĩa tự do với chủ nghĩa độc đoán thời Ancien Régime (Chế độ cũ – hệ thống chính trị xã hội Pháp dưới các triều đại Valois và Bourbon), chủ nghĩa phong kiến, chủ nghĩa trọng thương, và của Giáo hội Công giáo La Mã. Sau này, trong suốt Cách mạng Pháp vào thế kỷ 19, khi các nhà triết học cấp tiến hơn phát biểu rõ tư tưởng của mình, chủ nghĩa tự do xác định mình đối lập với chủ nghĩa xã hội và chủ nghĩa cộng sản, mặc dầu các đảng tự do hiện đại ở châu Âu đã thường thành lập liên minh với các đảng dân chủ xã hội. Trong thế kỷ 20, chủ nghĩa tự do tự xác định mình đối lập với chế độ chuyên chế và chủ nghĩa tập thể. Một số nhà tự do hiện đại đã phủ nhận học thuyết chiến tranh chính nghĩa (học thuyết này nhấn mạnh tính trung lập và tự do thương mại) để ủng hộ chủ nghĩa can thiệp đa nguyên và an ninh chung.
Chủ nghĩa tự do ủng hộ sự hạn chế quyền lực chính phủ. Chủ nghĩa tự do cực đoan chống nhà nước, như Frederic Bastiat, Gustave de Molinari, Herbert Spencer và Auberon Herbert ủng hộ, là một hình thức cấp tiến của chủ nghĩa tự do gọi là chủ nghĩa vô chính phủ (không hề có chính phủ) hoặc minarchism (chính phủ tối thiểu, đôi khi gọi là chính phủ gác đêm). Các hình thức chống nhà nước của chủ nghĩa tự do thường được gọi là chủ nghĩa tự do cá nhân. Phần lớn những người tự do đều cho rằng cần có chính phủ là để bảo vệ các quyền, tuy nhiên nghĩa của "nhà nước" có thể trải từ việc chỉ là một tổ chức để bảo vệ quyền cho đến hình thức nhà nước của Max Weber. Gần đây, chủ nghĩa tự do lại một lần nữa xung đột với những người tìm cách xây dựng một xã hội được quy định bởi các giá trị tôn giáo; Hồi giáo cấp tiến thường chối bỏ hoàn toàn tư tưởng tự do, còn các phái Cơ Đốc giáo cấp tiến ở các nước dân chủ - tự do phương Tây, đặc biệt là Mỹ, thường thấy các quan niệm đạo đức của họ mâu thuẫn với các luật lệ và lý tưởng theo xu hướng tự do chủ nghĩa.

### Nguồn gốc của tư tưởng tự do

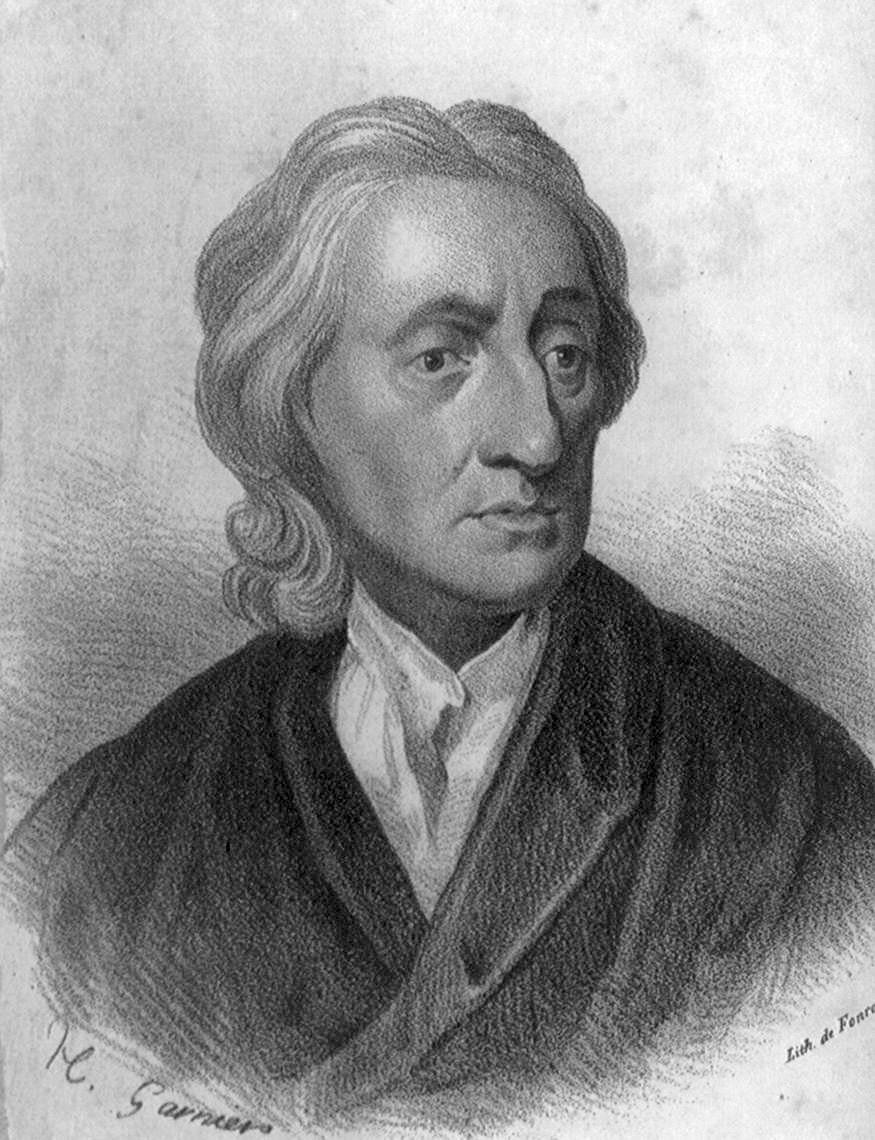
John Locke

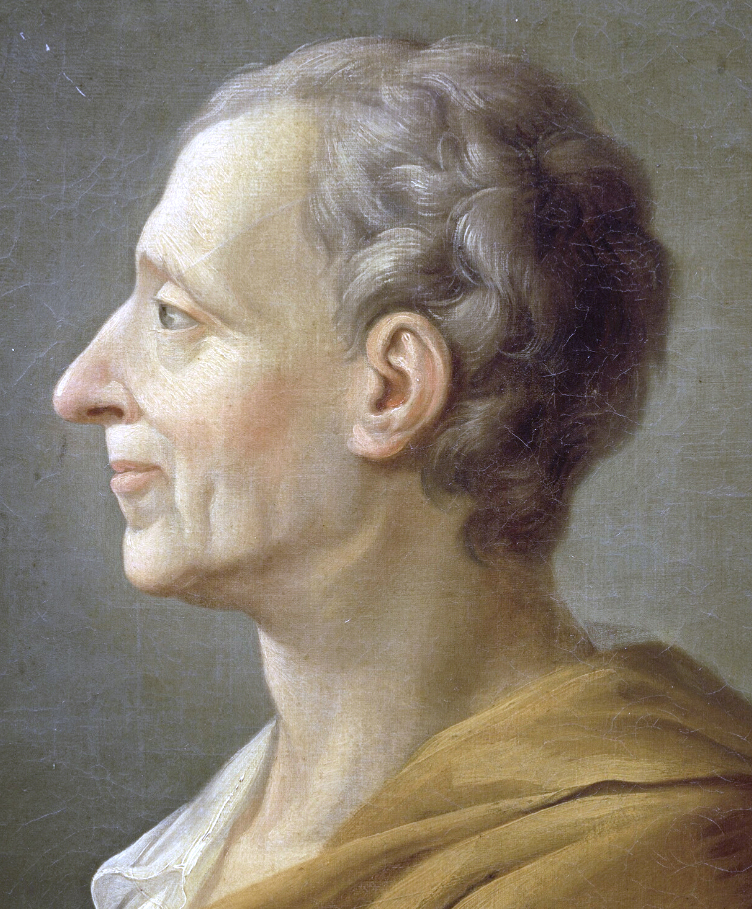
Montesquieu

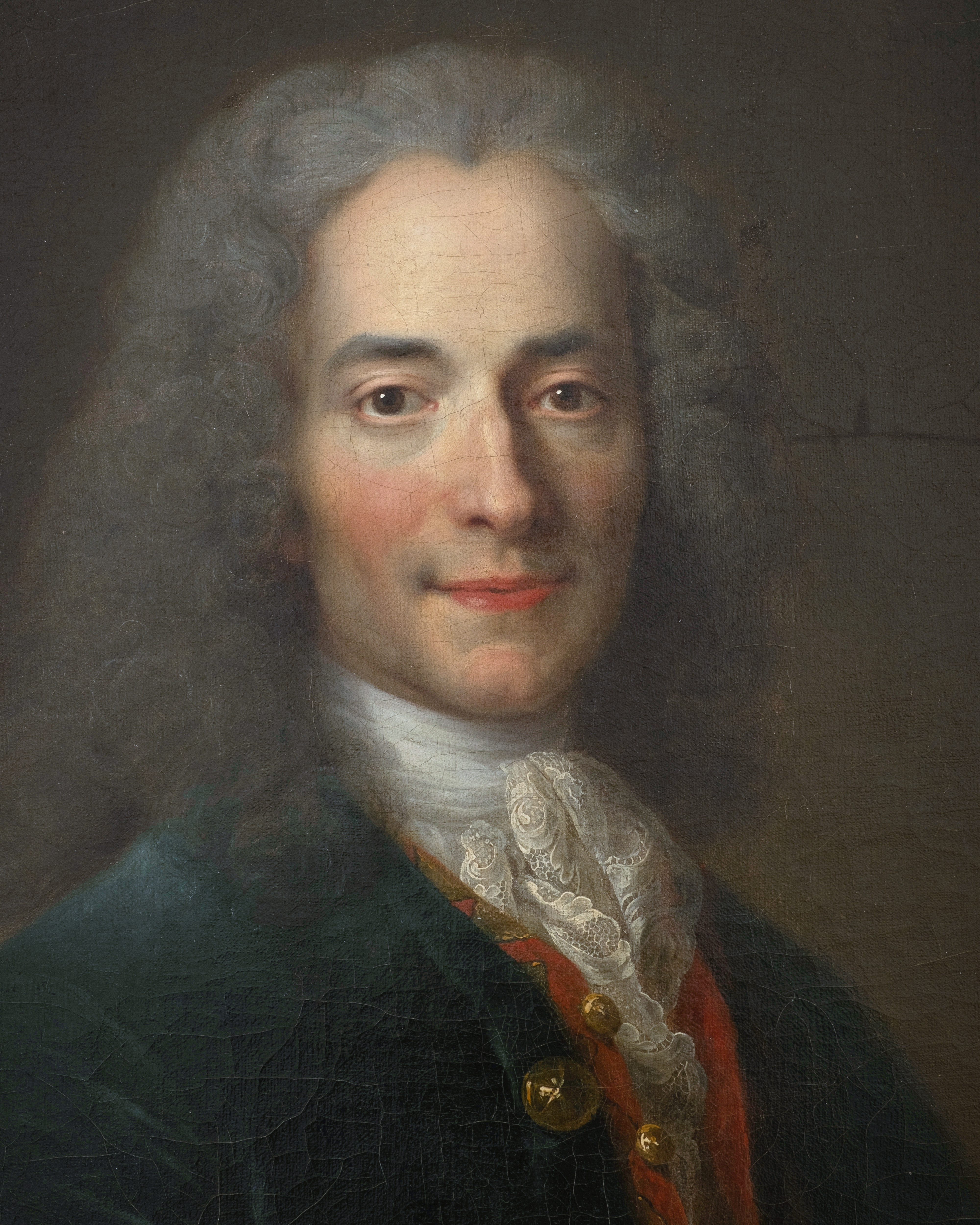
Nhà triết học Voltaire

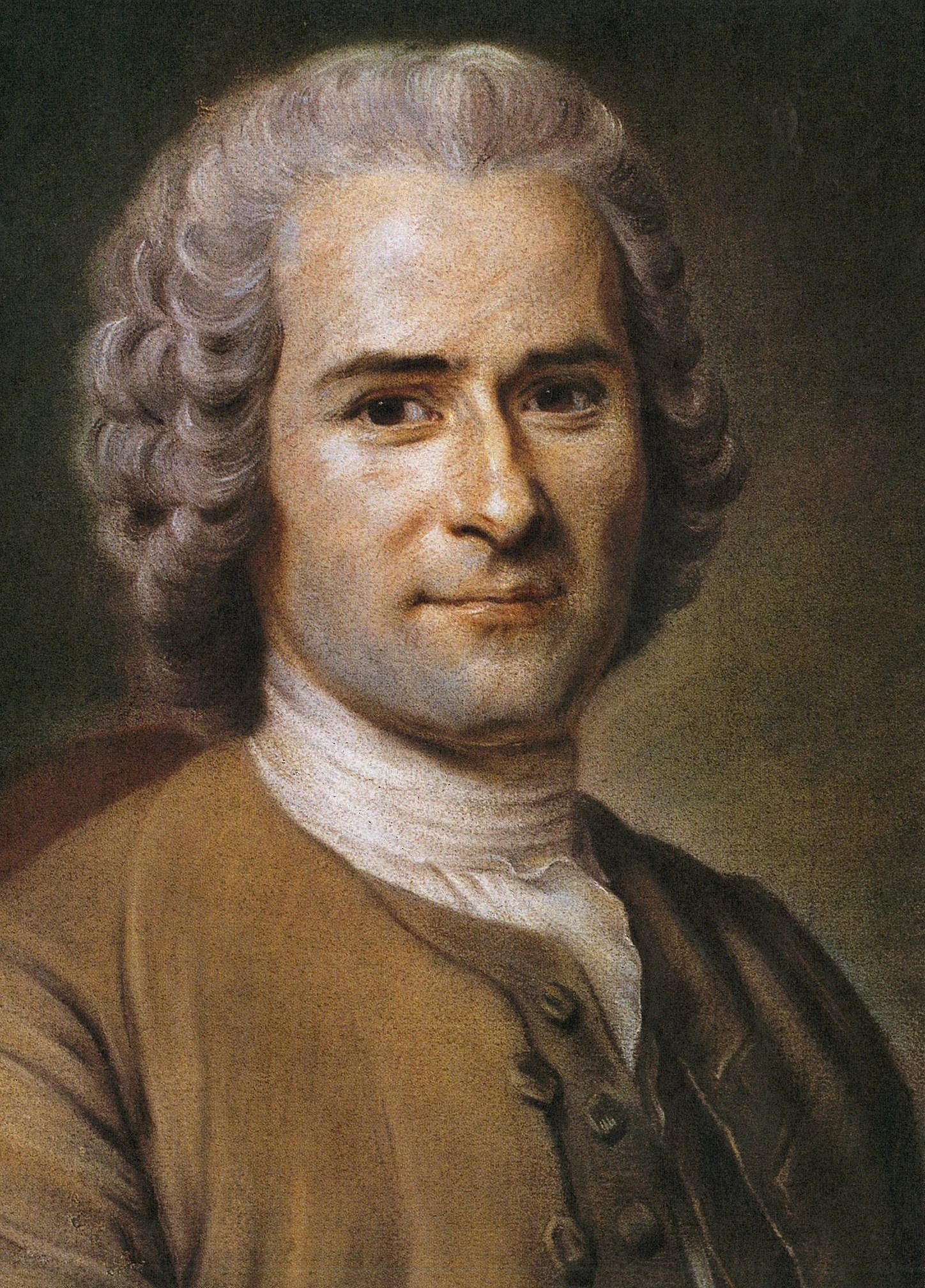
Jean-Jacques Rousseau

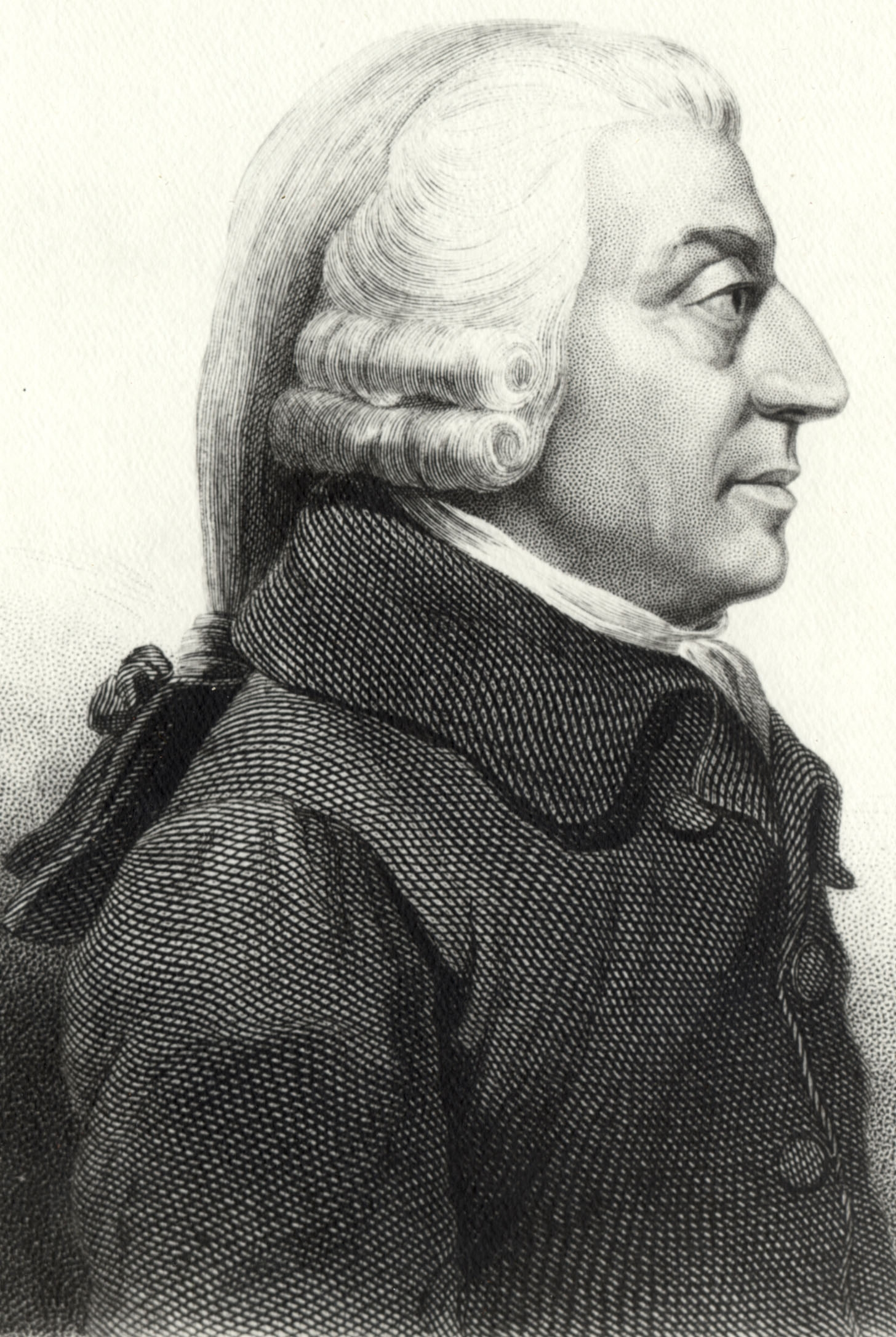
Adam Smith

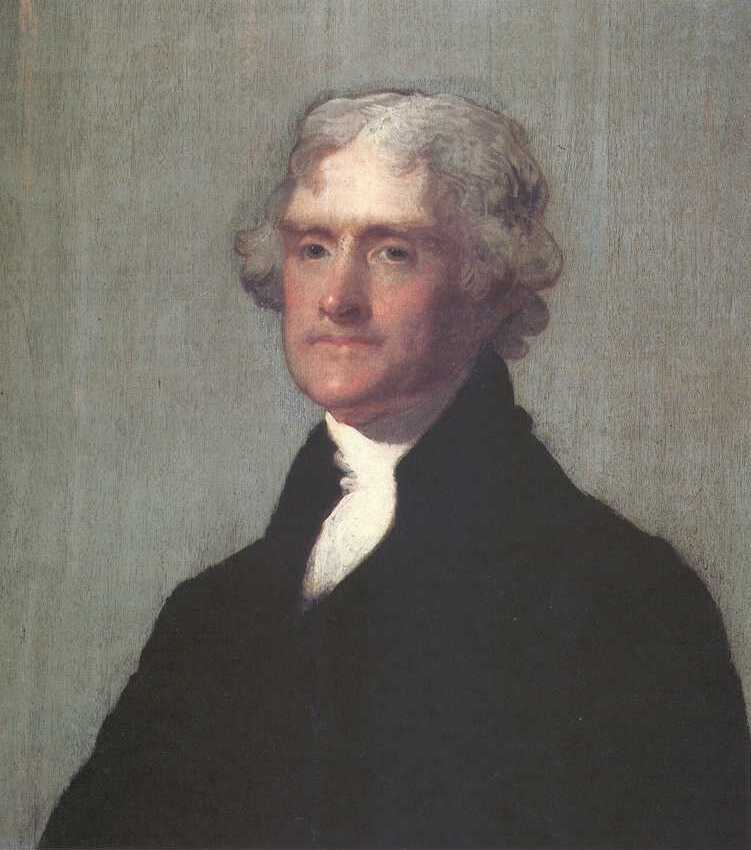
Thomas Jefferson

### Chủ nghĩa tự do cách mạng

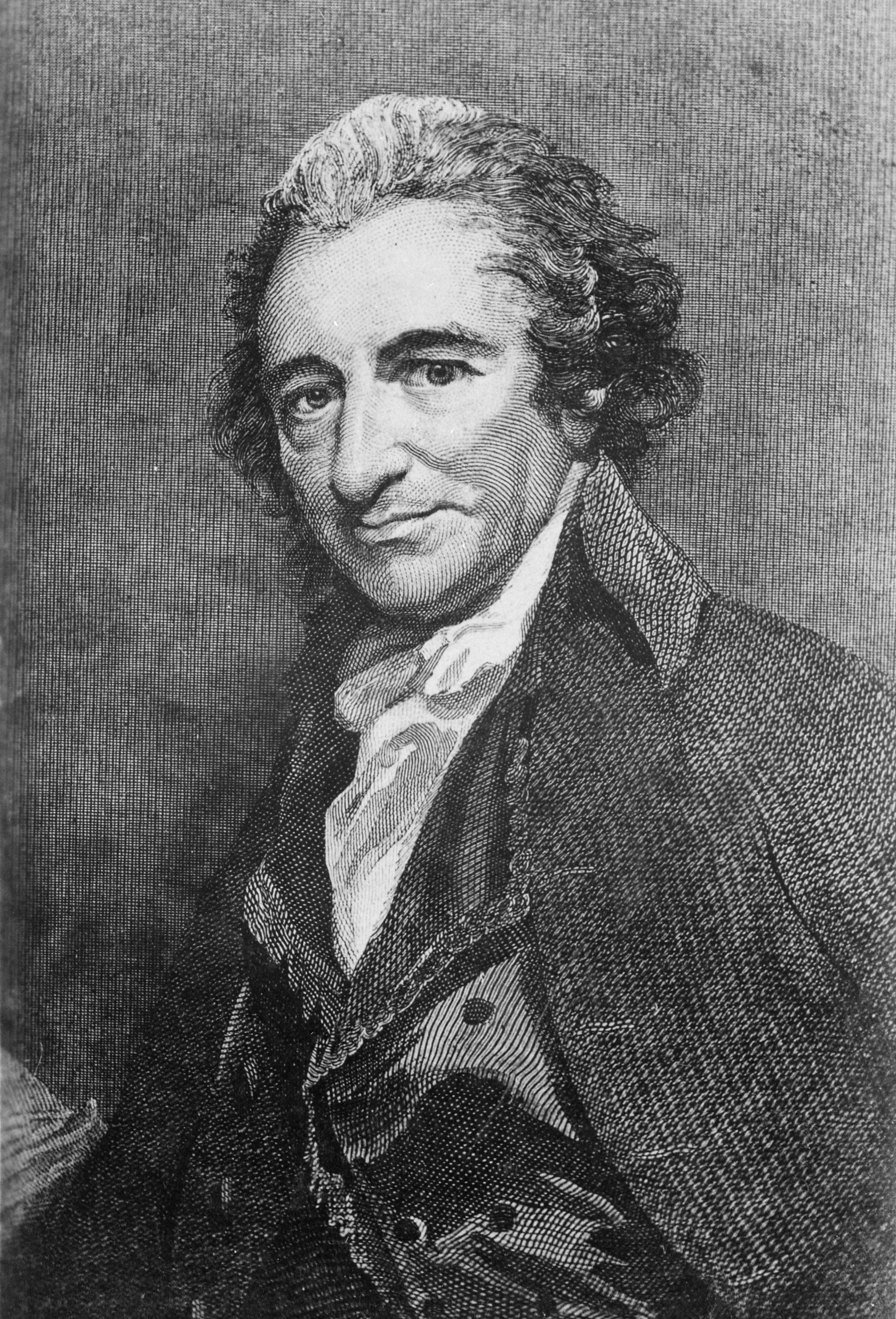
Thomas Paine

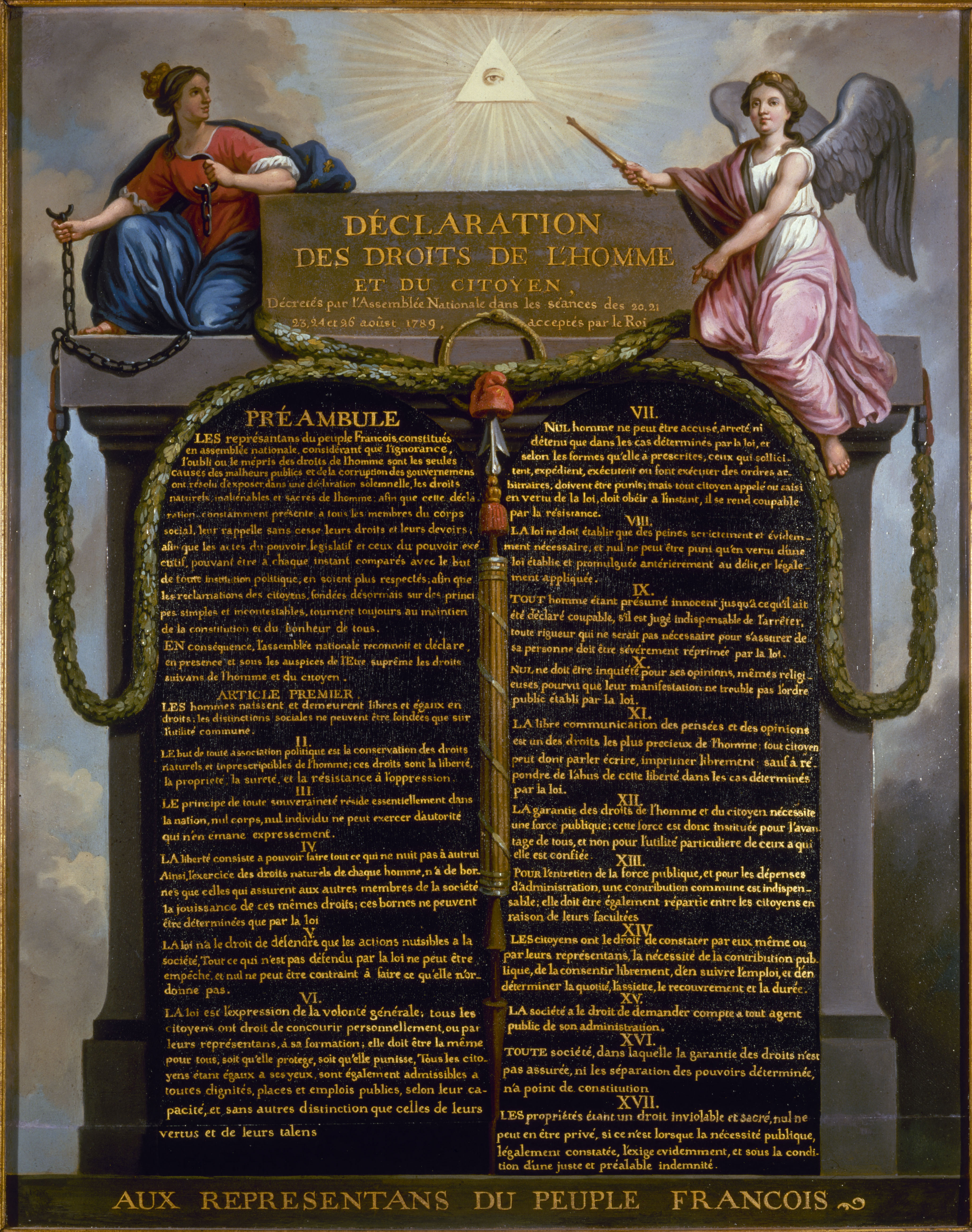
Tuyên ngôn Dân quyền và Nhân quyền

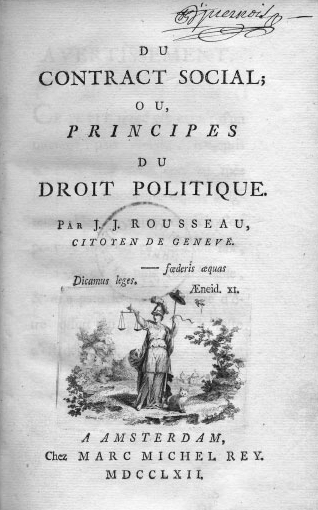
Khế ước xã hội của Jean-Jacques Rousseau. Từ một lần xuất bản bí mật có thể là được in tại Đức

Lãnh tụ Đảng Tự do Nhật Bản Itagaki Taisuke bị ám sát hụt.

#### Vai trò của Nhà nước

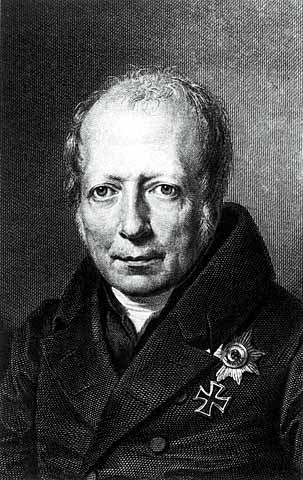
Wilhelm von Humboldt

#### Quyền tự nhiên và chủ nghĩa thực dụng

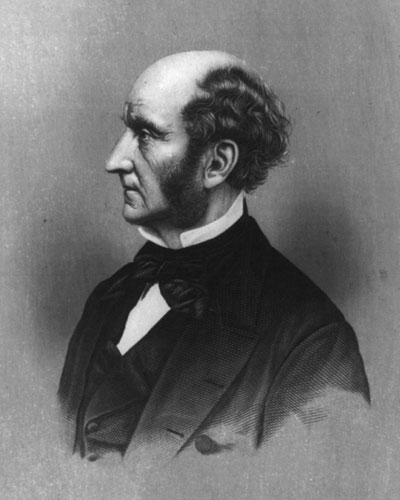
John Stuart Mill

### Chủ nghĩa tự do và cuộc đại khủng hoảng

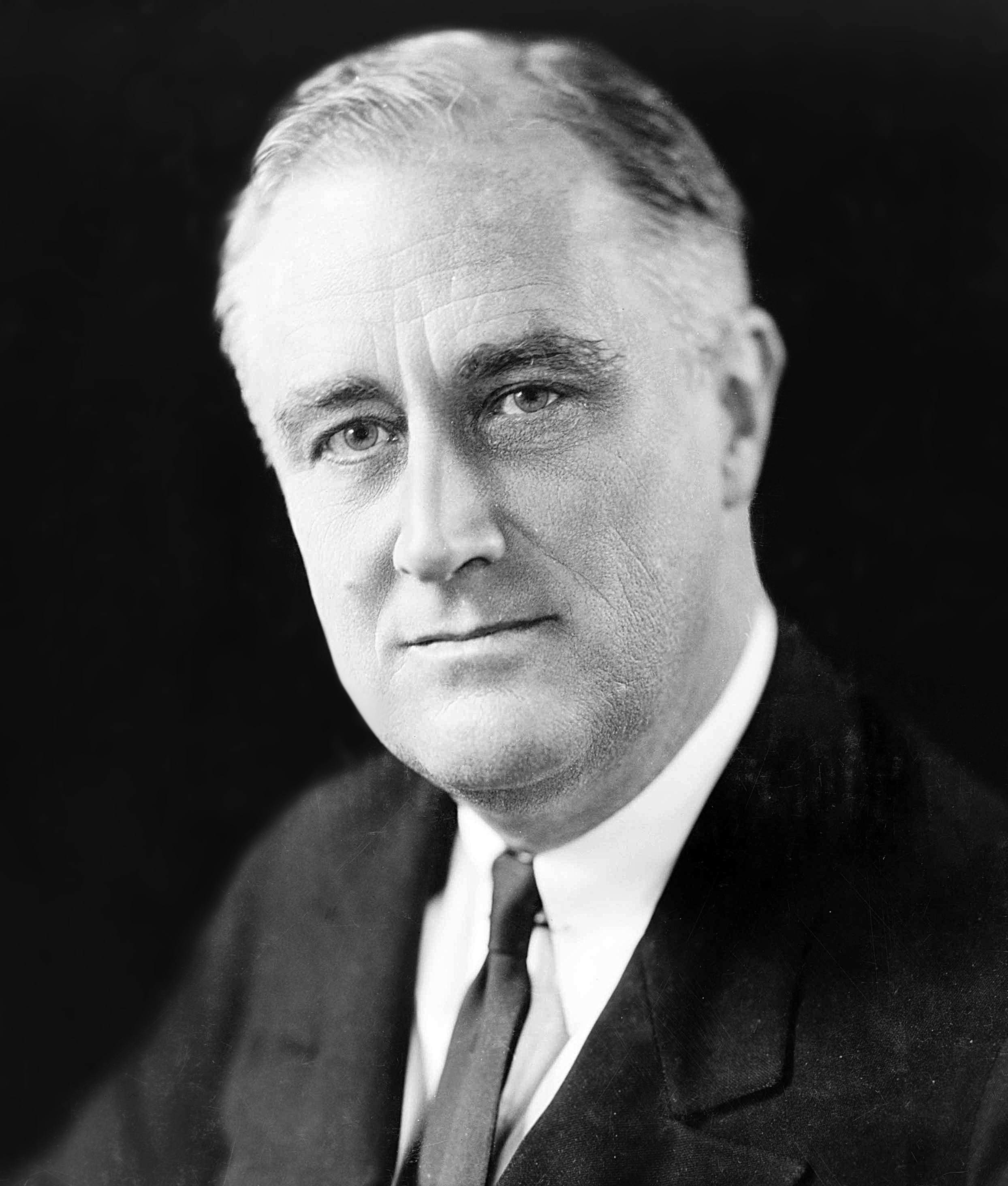
Franklin D. Roosevelt

## Phát triển